# Färholmen (Rånerivier)
Färholmen is een Zweeds rond eiland in de Råneälven. Het eiland ligt midden in de rivier in een bocht waarbij de zuidelijke (rechter) oever door erosie steeds verder kwam te liggen. Het onbewoonde eiland heeft geen oeververbinding. Stroomopwaarts beschermt een kleine zandbank het eiland.
Storholmen · Storselaholmen · Storholmen · Sladaholmen · Hedholmen · Notholmen · Svedjeholmen · Tomasholmen · Niemiholm · Lillholmen · Färholmen · Sundbergholmen · Killingholmen · Holmen · Prästholmen · Börstholmen · Längholmen · Degerholmen · Kullen · Kaninholmen · Andholmen